# Middletown (comté de Delaware, New York)
Pour les articles homonymes, voir Middletown.
Middletown est une ville située dans le comté de Delaware, dans l'État de New York, aux États-Unis,. En 2010, elle comptait une population de 3 750 habitants, estimée au 1er juillet 2014 à 3 644 habitants.

## Démographie
Lors du recensement de 2010, la ville comptait une population de 3 750 habitants. Elle est estimée, en 2014, à 3 644 habitants.